# Eberhard Pfisterer
Eberhard Pfisterer (Zuffenhausen, 5 gennaio 1938) è un ex calciatore tedesco, di ruolo centrocampista.